# بايرون همفري
بايرون همفري (بالإنجليزية: Bill Humphrey) هو لاعب كرة قاعدة أمريكي، ولد في 17 يونيو 1911 في فيينا في الولايات المتحدة، وتوفي في 13 فبراير 1992 في سبرينغفيلد في الولايات المتحدة.